# Bicyclus sambulos
Bicyclus sambulos är en fjärilsart som beskrevs av William Chapman Hewitson 1877. Bicyclus sambulos ingår i släktet Bicyclus och familjen praktfjärilar. Inga underarter finns listade i Catalogue of Life.

## Bildgalleri

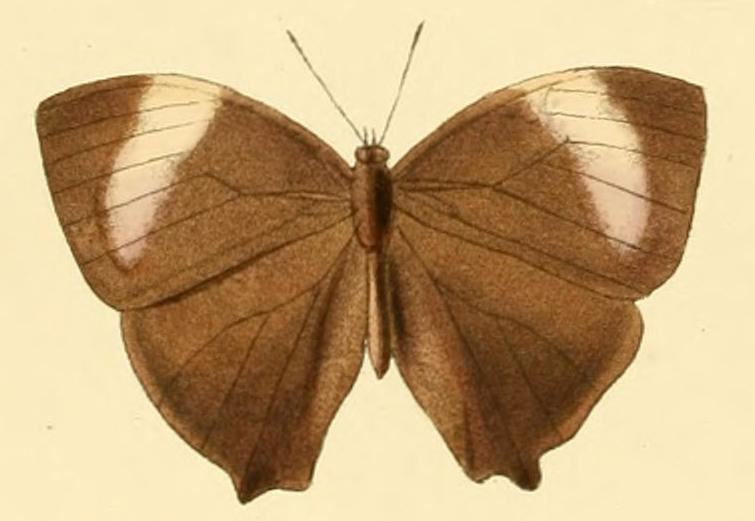
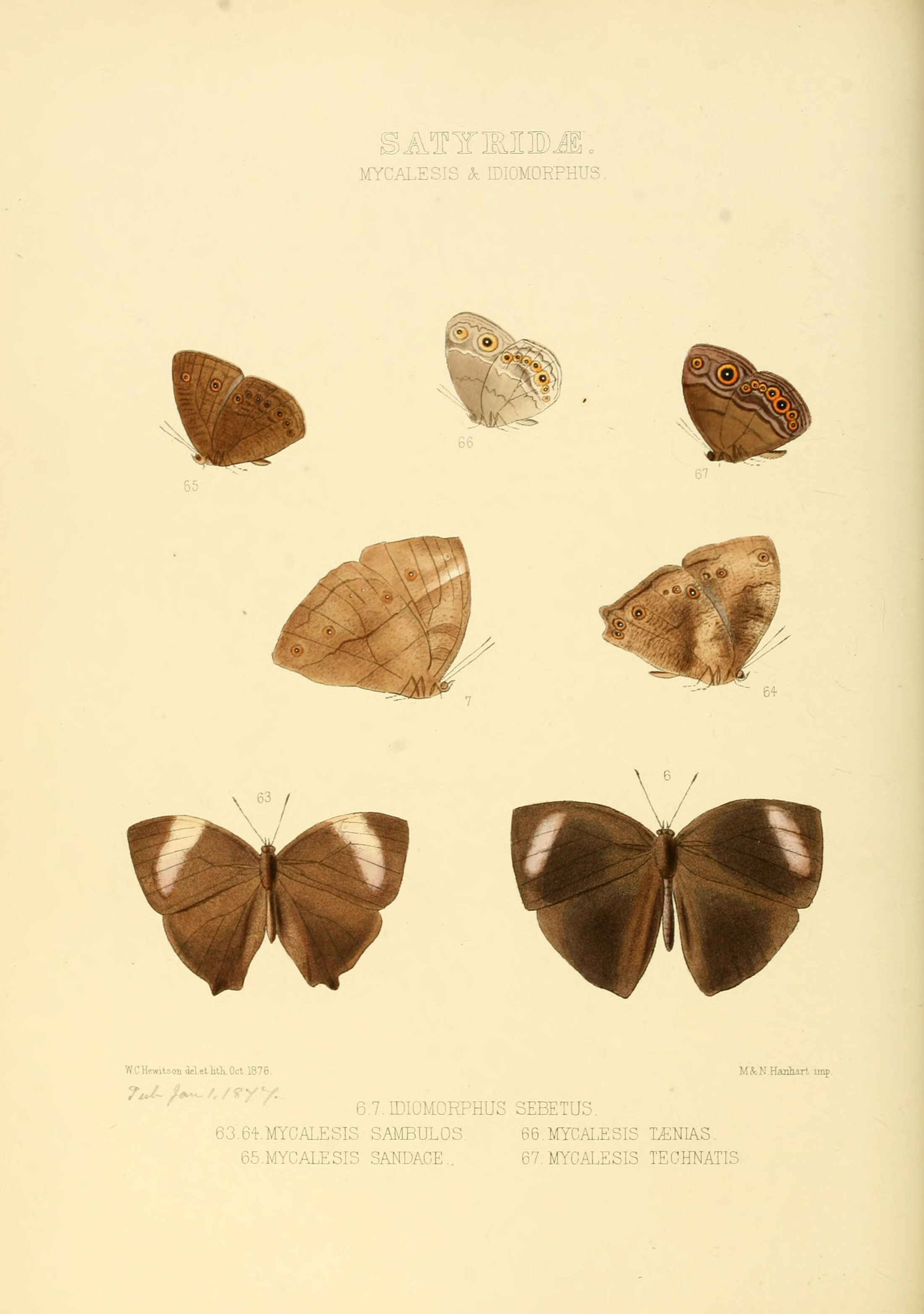
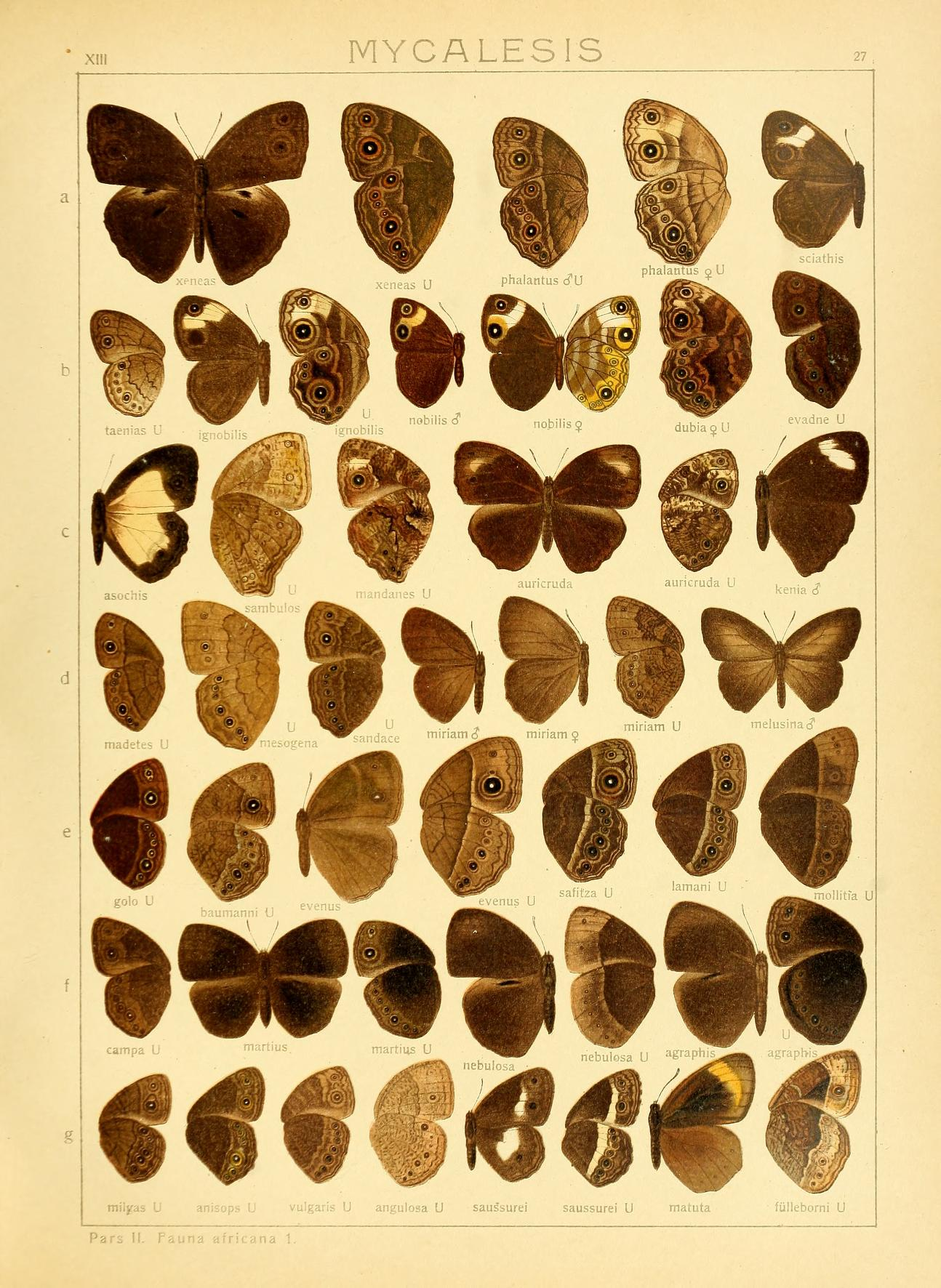